# Benna capitulata
Benna capitulata är en insektsart som beskrevs av Walker 1857. Benna capitulata ingår i släktet Benna och familjen kilstritar. Inga underarter finns listade i Catalogue of Life.